# طبره لارره بورگس
طبره لارره بورگس (انگلیسی: Tabaré Larre Borges؛ زادهٔ ۶ ژانویه ۱۹۲۲) ورزشکار بسکتبال اهل اروگوئه است.
وی در مسابقات کشوری و بین‌المللی در مجموع برندهٔ ۱ مدال برنز شده‌است.